# Иванчо Съдията
Иванчо Илиев, известен като Съдията или Судията, е български революционер, войвода на Македонския комитет.

## Биография
Иванчо Съдията е роден в пиянечкото село Тработивище в Османската империя. Участва в Кресненско-Разложкото въстание в отряда на Димитър Попгеоргиев. След въстанието се установява в Кюстендил. Притежава чифлик край кюстендилското село Ветрен, половината от който е на турска територия. Сътрудничи за прехвърляне на пощата през българо-турската граница и за преминаване на чети за Македония. По време на Сръбско-българската война Иван Судята е доброволец в Македонската доброволческа дружина, командвана от Димитър Попгеоргиев.
В 1895 година участва в Четническата акция на Македонския комитет, като с четата си е авангард на дружината „Пирин планина". Сражава се в село Габрово, Горноджумайско. По-късно е член на настоятелството на Македонското дружество в Кюстендил. През 1898 година е член на настоятелството, а през 1899 година - съветник. Отново е член през 1900 година и член-съветник през 1901 година. Същата година той умира и е заместен от Григор Д. Парталев.